# Tribochromisme
 (janvier 2022).
Si vous disposez d'ouvrages ou d'articles de référence ou si vous connaissez des sites web de qualité traitant du thème abordé ici, merci de compléter l'article en donnant les références utiles à sa vérifiabilité et en les liant à la section « Notes et références ».
Le tribochromisme est la propriété d'un matériau de changer de couleur sous l'effet de la friction mécanique.

Les matériaux tribochromes sont utilisés pour la détection de la friction : ils changent généralement de couleur dans des conditions de tension mécanique, couleur qui revient progressivement à la normale lorsque la tension est supprimée.